# Prosper Guéranger
Prosper Guéranger OSB, surtout connu sous l'appellation Dom Guéranger, né à Sablé-sur-Sarthe le 4 avril 1805 et mort à Solesmes le 30 janvier 1875, est un moine bénédictin français, refondateur de l'abbaye de Solesmes et restaurateur de l’ordre des Bénédictins en France.
Il restaure l'ordre de Saint-Benoît, un des ordres religieux les plus anciens du christianisme, dont les monastères avaient été supprimés en France par la Révolution française (décret du 13 février 1790). Il est aussi connu pour avoir promu le rétablissement de la liturgie romaine en France, et pour avoir écrit L’Année liturgique qui initia le mouvement liturgique.
Le procès diocésain de béatification du serviteur de Dieu Dom Prosper Guéranger a été ouvert le 21 décembre 2005 par Jacques Faivre, évêque du Mans.

## Biographie

### Naissance et formation
Prosper-Louis-Paschal Guéranger naît à Sablé-sur-Sarthe le 4 avril 1804, où ses parents se sont installés après leur mariage. Il est baptisé dans le même jour.
Prosper Guéranger est très jeune marqué par les idées romantiques. Le Génie du Christianisme de Chateaubriand, publié peu avant sa naissance et qu’il lit précocement, lui inspire notamment une vision idéalisée et romantique du christianisme médiéval. Grand lecteur, il découvre également les écrits de Joseph de Maistre et de Louis de Bonald.
Sous l’influence des doctrines ultramontaines de Félicité de Lamennais, il entre au petit séminaire au Mans en 1822, en tant qu'élève de philosophie. En 1823, il rejoint le grand séminaire. Durant ses études, il lit les pères de l'Église, et s’intéresse en particulier à l’histoire de l’Église et à celle de la vie monastique.

### Vie religieuse
Il est ordonné prêtre le 7 octobre 1827 à Tours, par l'archevêque de Tours Augustin Louis de Montblanc car il ne veut pas d'une ordination sacerdotale par l'ancien évêque constitutionnel Charles II Montault-Désilles, qui reste en fonction à Angers. Pour cette raison, il est rapidement nommé chanoine de la cathédrale à Tours.
Il est profondément affecté par la publication des Considérations sur le dogme générateur de la piété catholique de Philippe Gerbet, qui paraît en 1829. Cet ouvrage souligne l'importance du culte catholique traditionnel ainsi qu'un lien très fort entre la présence réelle du Christ et le principal ferment de régénération sociale, ce qui joue un rôle important sur la pensée de Dom Guéranger.

### À la recherche de la liturgie catholique convenable
C'est à la suite de ces réflexions qu'il entreprend d’utiliser le missel romain pour les offices, contrairement aux divers missels français traditionnellement employés par le clergé gallican. À cette époque-là, chaque diocèse en France adopte sa propre et unique liturgie, un phénomène provoqué par le gallicanisme et le jansénisme.
Aussitôt ordonné, il commence à travailler sur ce chemin, sous le soutien de l'évêque de Tours. Déjà, seulement quatre mois après, ce jeune prêtre récite le bréviaire romain à la messe à partir du 26 janvier 1828, après avoir redécouvert un missel romain auprès de la communauté du Couvent et pensionnat des Dames du Sacré-Cœur,,. Dans cet établissement où il est chargé de célébrer la messe, l'usage du bréviaire romain est tout à fait autorisé par son évêque.
Ce choix révèle d’une part son souci d’unité avec Rome et d’autre part, un amour romantique pour le passé, et le « parfum d’antiquité » que dégagent les formules romaines, dans le cadre d’un renouveau des pratiques liturgiques, qu’il veut plus riches en symboles, plus mystérieuses et solennelles.

### Homme d'études
Cette intention conduit tout naturellement ce prêtre aux travaux historiques. Dans cette optique, il communique avec Félicité de La Mennais, et lui manifeste son ambition dans une lettre datée du 19 février 1829. Il lui demande également un soutien pour solliciter de Rome des secours financiers en vue d’acheter l’abbaye de Solesmes. Resté proche du mouvement mennaisien jusqu'à la condamnation de ce dernier par le pape Grégoire XVI en 1832, il continue à entretenir, par la suite une correspondance avec Charles Forbes de Montalembert, qui mène également des travaux d'études sur l'histoire des moines d'Occident.
Entre février et juillet 1830, il publie quatre premiers articles dans l’organe mennaisien Le Mémorial catholique, puis systématise ses réflexions dans les Institutions liturgiques publié en 1840. Sa dénonciation de ce qu’il nomme « l’hérésie antiliturgique » — apports gallicans et jansénistes, influence protestante… — lui attire la faveur d'une partie du clergé et l’hostilité d’une grande partie de l’épiscopat français. En particulier, il publia dans le quatrième tome des Institutions liturgiques ses réponses aux attaques de l'évêque d'Orléans Jean-Jacques Fayet, et de l'archevêque de Toulouse Paul d'Astros, sur les précédents tomes des mêmes Institutions liturgiques. Selon le journaliste Mechior du Lac (1806-1872), c'est en particulier l'opposition de Mgr d'Astros qui a véritablement lancé la polémique ayant permis aux Institutions liturgiques de Dom Guéranger d'avoir le grand retentissement qu'elles ont eu.

### Restauration de l'ordre de Saint-Benoît à Solesmes

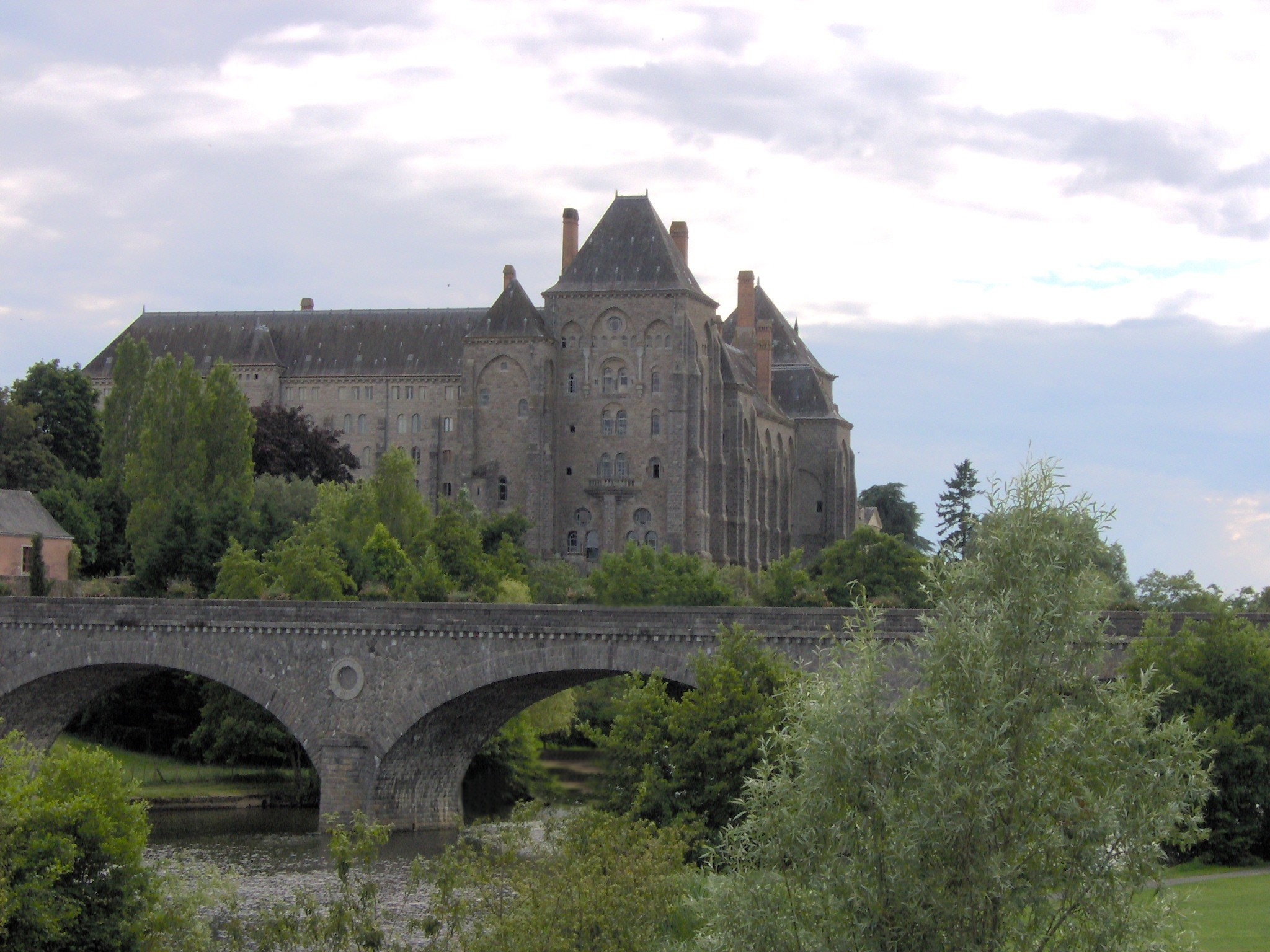
L’abbaye de Solesmes.

C’est dans cette idée de renouveau de la liturgie qu’il décide de restaurer en France l’ordre de Saint-Benoît, supprimé à la Révolution française. À cette fin, il acquiert un ancien prieuré bénédictin, à Solesmes, en décembre 1832. Pour la mise au point des constitutions de son ordre, il s’inspire principalement de celles des mauristes français, bénédictins réformés au XVIIe siècle, en insistant notamment sur l’importance des études et de la vie intellectuelle des moines.
Le 11 juillet 1833, la vie monastique reprend officiellement à Solesmes. Le 14 juillet 1837, la restauration de l’ordre est approuvée par le pape Grégoire XVI. Solesmes est alors érigée en abbaye bénédictine dont Dom Guéranger est le premier abbé, et supérieur d’une congrégation qui prend le nom de Congrégation de France (plus tard congrégation de Solesmes), ou « Congrégation française de l’ordre de saint Benoît ».

### Restauration du chant grégorien
Ses études sur la liturgie catholique l'amènent aussi à s'intéresser au chant liturgique authentique de l'Église. Comme Dom Guéranger manque de connaissance musicale, il lui faut attendre que ses collaborateurs arrivent à Solesmes. Parmi ses collaborateurs on peut compter le chanoine Augustin-Mathurin Gontier, Dom Paul Jausions et Dom Joseph Pothier. S'il ne peut pas obtenir, avant son trépas, un résultat concret, l'abbaye de Solesmes devient plus tard un centre d'études du chant grégorien. Le monastère est réputé dans le monde entier en ce qui concerne le chant grégorien.
Les ouvrages de Dom Guéranger dans les deux domaines, romanisation de la liturgie et rénovation du chant liturgique, contribuèrent à la centralisation de l'Église et à la reforme liturgique de Pie X (Inter pastoralis officii sollicitudines). Restauré sous l'initiative de Dom Guéranger, le « chant de l'Église par excellence » devint obligatoire dans toutes les églises catholiques jusqu'au concile Vatican II.

#### Amélioration de l'interprétation
Dom Guéranger, toujours protecteur de Gontier, a la joie de soutenir les travaux de ce dernier. D'une part, il s'agit de la publication de la Méthode raisonnée de plain-chant : Le plain-chant considéré dans son rythme, sa tonalité et ses modes, publiée en 1859. En qualité d'abbé de Solesmes, Dom Guéranger lui donne son approbation, imprimée dans l'œuvre. D'autre part, il soutient en 1860 la présentation de son ami auprès du Congrès pour la restauration du plain-chant et de la musique de l'Église. Ce congrès, en tant que premier de la restauration du chant grégorien, favorise la pratique du plain-chant selon le rythme verbal, contrairement à ce que l'on pratique à cette époque-là, en notes égales. Très appréciée, dans les Mémoires publiés en 1862, sa représentation est placée à la première page,.

#### Premier livre de chant
Dans ses Mémoires, Dom Guéranger évoque les études menées par Dom Jausions et Dom Pothier en 1862. Tous deux concluent que, pour restaurer le chant grégorien, il faut consulter les neumes sans lignes, trouvés dans les manuscrits les plus anciens. Leur travail permet d'éditer le premier livre du chant grégorien restauré, Directorium Chori, imprimé en 1864 à Rennes. Toutefois, Dom Guéranger hésite encore à distribuer ce livre. Ce dernier est perdu à cause d'un incendie auprès de l'imprimeur vers 1866. L'abbé fait continuer la copie des manuscrits dans les archives européennes, en dépit de ce dommage sérieux, en attendant un graduel et un antiphonaire en grégorien.

#### Postérité
Si l'usage du chant grégorien authentique est établi auprès des monastères bénédictins en France, le chemin à traverser reste très long. En effet, le Vatican sous le pontificat de Léon XIII adopte en 1870, pour sa chapelle Sixtine, l'édition de Ratisbonne par Franz Xaver Haberl (reproduction de l'Édition médicéenne de la Renaissance) avec trente ans de privilège. Cette édition, faussement attribuée à saint Grégoire le Grand et à la rédaction de Palestrina, est loin d'être scientifique. Or, l'abbé Guéranger continue d'encourager les travaux de l'équipe, malgré cette situation difficile. Dom Guéranger meurt avant les premières publications distinguées de Dom Pothier en 1880 et 1883, mais les démarches effectuées par l'abbé de Solesmes pour la restauration du chant grégorien ont été importantes. C'est par saint Pie X en 1904, que l'édition de Solesmes est reconnue comme authentique.

### Mort

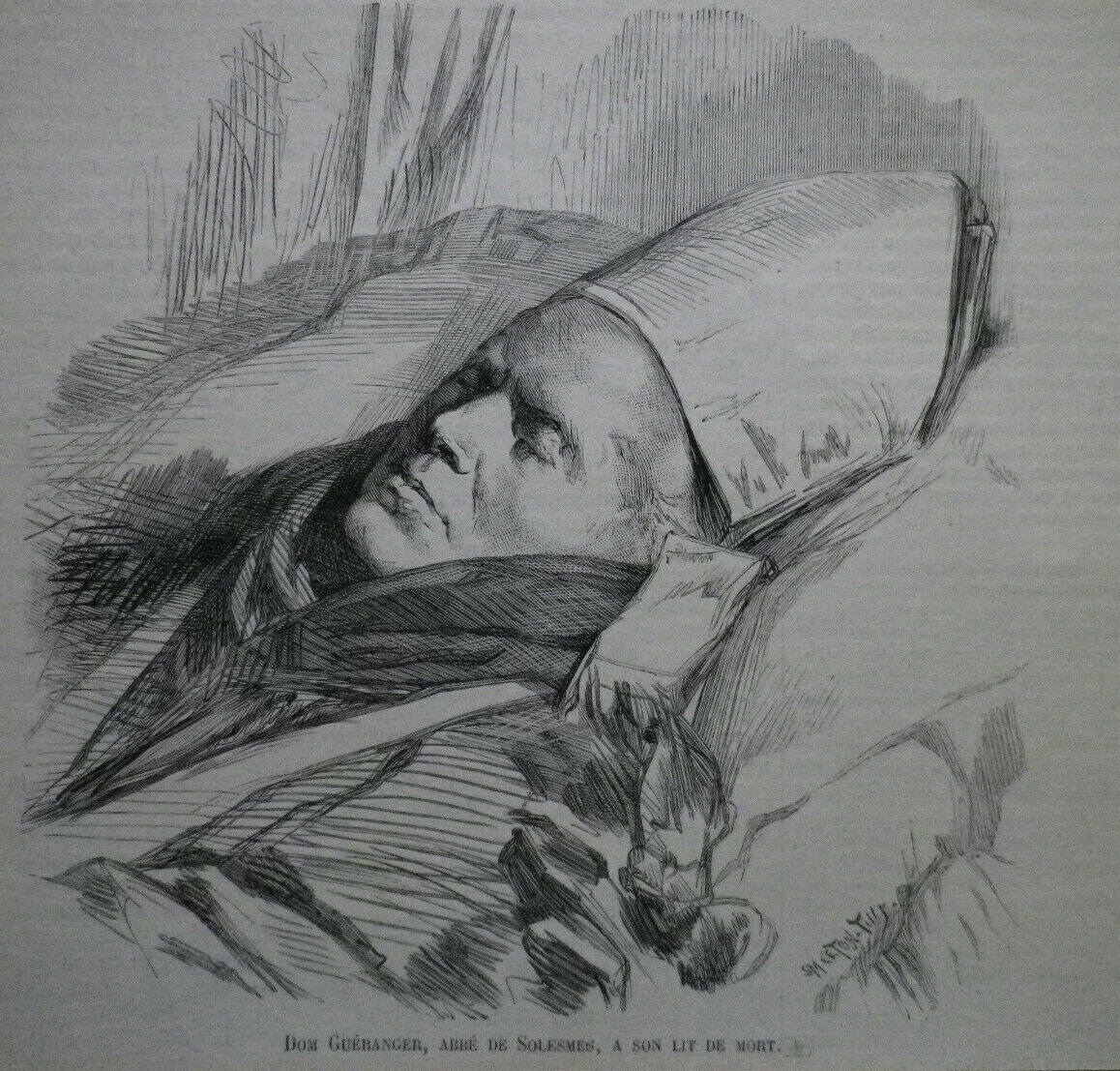
Dom Guéranger sur son lit de mort.

Dom Guéranger meurt à Solesmes le 30 janvier 1875. Il repose dans l'église abbatiale de Saint-Pierre de Solesmes, son cœur étant, lui, enterré devant l'autel de l'église de l'abbaye Sainte-Cécile conformément à son souhait.

## Famille
Ses parents, Pierre Guéranger (1773 Le Mans - † 1847 Le Mans) et Françoise Jarry, se marièrent à Sainte-Suzanne le 27 janvier 1798 et s'installèrent à Sablé-sur-Sarthe,.
Sa famille paternelle était liée au Mans. Son grand-père, Julien Guéranger y était un fabricant d'étamines tandis que sa grand-mère, née Marie Devoust, était originaire de Pontlieue, actuellement dans la ville du Mans.
Lors de la naissance de Prosper-Louis-Paschal, son père était principal du collège qu'il avait fondé dans un ancien couvent de religieuses Cordelières de Sainte-Elisabeth,, puis il devint enseignant du collège Sainte-Croix, après avoir quitté l'établissement de Sablé. Son frère ainé, Fréderic Guéranger, succéda à leur père, en devenant enseignant dans le même collège au Mans.
Dom Guéranger avait trois frères dont un religieux, :
- Fréderic-Florent-Julien Guéranger : le 29 janvier 1799 (Sablé-sur-Sarthe) - † 1858
- professeur de collèges ainsi que botaniste ;
- Édouard-Auguste-François Guéranger : le 6 avril 1801 (Sablé-sur-Sarthe) - † le 3 février 1895 (Le Mans)
- pharmacien ainsi que plusieurs fonctions, comme président de la société d'agriculture et arts de la Sarthe, marguillier de la cathédrale du Mans ;
- Constantin-Victoir-Florent Guéranger : le 9 avril 1807 (Sablé-sur-Sarthe) - † le 30 décembre 1862 (La Chapelle-Saint-Aubin)
- nommé curé de La Chapelle-Saint-Aubin en 1832 et en fonction jusqu'à son trépas[20].

On constate que leurs parents donnaient à chacun trois patronages. En ce qui concerne Dom Guéranger, il s'agirait du triple patronage d'un saint docteur, d'un saint roi et d'un saint pape. En effet, leur père, Pierre Guéranger était un « chrétien de mœurs austères et graves ».

## Hommages
Son procès de béatification a été ouvert le 21 décembre 2005 par Jacques Faivre, évêque du Mans.
Les évêques de France ont annoncé, au terme de leur Assemblée plénière à Lourdes, le jeudi 8 novembre 2023, l’ouverture du procès en béatification.

## Influence
L’influence de Dom Prosper Guéranger fut considérable sur l’ordre bénédictin en France, où d’autres abbayes et prieurés se rattachent à cette congrégation tels que l'abbaye Saint-Martin de Ligugé, monastère de Ganagobie, Sainte-Cécile de Solesmes, Sainte-Anne de Kergonan, Notre-Dame de Fontgombault.
Dom Guéranger est aussi l’un des inspirateurs du mouvement que l’on appelle mouvement liturgique, poursuivi jusqu’au concile Vatican II. Ce mouvement avait pour but de mieux faire connaître et aimer la messe romaine, à la fois aux prêtres et aux fidèles. À cette fin, Dom Guéranger entreprit notamment la restauration du chant grégorien médiéval, et donna avec la publication de L’Année liturgique un commentaire des textes de la liturgie.
Sainte Thérèse de Lisieux lisait régulièrement L’Année liturgique avec ses sœurs pendant son enfance.

## Liste des œuvres

### Articles parus dans des périodiques
Nombre d’écrits de Dom Guéranger ont souvent été publiés dans le journal de Louis Veuillot, L’Univers, puis après sa suspension en 1860, dans Le Monde. C’est donc soit de son vivant (comme les Essais sur le naturalisme contemporain), ou bien après sa mort (comme Jésus-Christ roi de l’histoire), que ces articles ont été réunis en volume.

### L'Année liturgique
- L’Année liturgique, Bouère, D. M. Morin, 1979-1984 (1re éd. 1841-1866) (BNF 34302393, lire en ligne).

L'ouvrage intitulé L’Année liturgique est un des fruits les plus importants de ses études. La publication est tenue entre 1841 et 1866 en neuf volumes. Comme son décès empêche de compléter le calendrier liturgique (achevée jusqu'à la veille du dimanche de Trinité), Dom Lucien Fromage est chargé de parachever l'ouvrage. Il s'agit de l'œuvre la plus connue et la plus lue de Dom Guéranger, qui connaît plusieurs reprises,,.

### Liturgie et vie religieuse
- Institutions liturgiques, Paris, V. Palmé, 1878-1885 (1re éd. 1840-1851) (BNF 30550580, lire en ligne).
- Notre-Dame dans l’année liturgique
- Explication des prières et des cérémonies de la sainte messe
- La monarchie pontificale
- Mémoire sur la question de l’Immaculée Conception de la Très Sainte Vierge Marie
- Essai sur l’origine, la signification et les privilèges de la Médaille ou Croix de saint Benoît, Poitiers, Oudin, 1862 (BNF 30550574, lire en ligne).
- Les dons du Saint Esprit
- Paroles d’un Père
- Notions sur la vie religieuse et monastique
- De l’infaillibilité papale
- De la monarchie pontificale
- Explications sur les corps des saints martyrs extraits des catacombes de Rome et sur le culte qu’on leur rend
- L’Église ou la Société de la louange divine - Les oblats séculiers de l’ordre de Saint-Benoît

### Ouvrages sur des questions historiques
- Essais sur le naturalisme contemporain
- Le sens chrétien de l'histoire
- Jésus-Christ roi de l’histoire
- Saint Louis et la papauté
- Sainte Cécile et la société romaine aux deux premiers siècles [« Histoire de sainte Cécile, vierge romaine et martyre »], éditions Delacroix, 2004 (1re éd. 1849) (BNF 30550578, lire en ligne).
- Les Exercices de sainte Gertrude, vierge de l’ordre de Saint-Benoît

### Mémoires
- Mémoires autobiographiques : 1805-1833, Édition de Solesmes, 2004 (BNF 40921803, présentation en ligne).